# Artona
Artona är ett släkte av fjärilar. Artona ingår i familjen bastardsvärmare.

## Dottertaxa tillArtona, i alfabetisk ordning[1]
- Artona albifascia
- Artona catoxantha
- Artona celebensis
- Artona chinensis
- Artona clathrata
- Artona cuneonotata
- Artona dejeani
- Artona delavayi
- Artona digitata
- Artona discivitta
- Artona flaviciliata
- Artona flavigula
- Artona flavipuncta
- Artona gephyra
- Artona hypomelas
- Artona lucasseni
- Artona manza
- Artona martini
- Artona microstigma
- Artona phaeoxantha
- Artona pluristrigata
- Artona postalba
- Artona posthyalina
- Artona pulchra
- Artona quadrimaculata
- Artona quadrisignata
- Artona refulgens
- Artona sieversi
- Artona sikkimensis
- Artona superba
- Artona sythoffi
- Artona zebra